# Sokolík bornejský
Sokolík bornejský (Microhierax latifrons) je drobný sokolovitý pták, který je endemický Borneu, kde se vyskytuje v oblastech Sarawak, Sabah a na severovýchodním cípu indonéské části Bornea.

## Systematika
Druh poprvé popsal britský ornitolog Richard Bowdler Sharpe v roce 1879 na základě exemplářů odchycených z oblastí Lumbidanu a řeky Lawa. Sharpe druh pojmenoval jako Microhierax latifrons. Rodové jméno Microhierax pochází ze starořeckého mikros („malý“) a hierax („jestřáb“). Druhové jméno latifrons pochází z latinského latus („široký“) a frons („čelo“).
Jedná se o monotypický taxon. Nejbližším geografickým a fylogenetickým příbuzným sokolíka bornejského je sokolík filipínský (Microhierax erythrogenys).

## Popis
Sokolík bornejský je extrémně malý dravý pták s tělem dosahujícím délky 14–17 cm, váhy 36–65 g a rozpětí křídel 28–31 cm. Samice bývá o cirka 10 % větší než samec. Celá svrchní část těla ptáka je leskle černá. Černá zasahuje i do bočních stran krku, kde se nachází částečný postranní krční límec, a přes oči až k zobáku se táhnou černé pruhy (tzv. maska). Čelo a korunka jsou bílé. Od černé masky níže je opeření bílé, na břichu přechází do světle žlutohnědé. Stehna a boky jsou černé. Ozobí a nohy jsou černé. Spodní strana křídel je převážně bílá, avšak při odtokové (spodní) straně křídel se nachází podélné přerušované bílé pruhování (srv. se sokolíkem filipínským, který má tyto barvy na spodních stranách křídel přehozeny). Samici lze rozpoznat podle červenohnědého až kaštanového čela.
V terénu může být sokolík bornejský zaměněn za sokolíka zakrslého (Microhierax fringillarius), který má překrývající areál výskytu. Hlavním rozlišovacím znakem sokolíka bornejského je jeho bílá korunka (resp. kaštanová v případě samice) a jeho obličejová maska, kterou tvoří jasně oddělené černé pruhy.

## Biologie
Vyskytuje se jednotlivě, v páru nebo v malých skupinkách. Živí se převážně hmyzem jako jsou vážky nebo včely. Patrně občas loví v menších skupinkách. Hnízdí pravděpodobně od března do června. Podobně jako ostatní sokolíci z rodu Microhierax, i sokolíci bornejští hnízdí ve stromových dutinách po datlovitých a vousákovitých ptácích.

## Rozšíření a populace
Sokolík bornejský je endemický Borneu, kde se vyskytuje v oblastech Sarawak, Sabah a na severovýchodním cípu indonéské části Bornea. Vyhledává otevřené lesy a okraje lesních porostů do nadmořské výšky 1200 m.
Populace druhu se odhaduje na cca 15 000–30 000 jedinců. Mezinárodní svaz ochrany přírody hodnotí druh jako téměř ohrožený. Druh ohrožuje úbytek přirozených stanovišť, i když se sokolíci bornejští do značné míry dokázali adaptovat na přeměnu krajiny člověkem. Další ohrožení druhu představuje ilegální odchyt pro chování sokolíků jako domácích mazlíčků.